# Flughafen Syamsudin Noor (Banjarmasin)

i8
i11
i13
Der Flughafen Syamsudin Noor (indonesisch Bandara Internasional Syamsudin Noor, IATA-Code: BDJ, ICAO-Code: WAOO) ist der Flughafen von Banjarmasin, der Hauptstadt der indonesischen Provinz Kalimantan Selatan. Er liegt in Unterbezirk (Kecamatan) Landasan Ulin der Stadt (Kota) Banjarbaru etwa 25 km südwestlich von der Banjarmasin entfernt. Der letzte Ausbau des Flughafens wurde 2004 beendet und ermöglicht ihm die Aufnahme von vier Mittel- und vier Kurzstreckenflugzeugen. Gemessen an der Passagieranzahl ist er der achtgrößte Flughafen Indonesiens, trotz fehlender internationaler Flugverbindungen.

## Geschichte

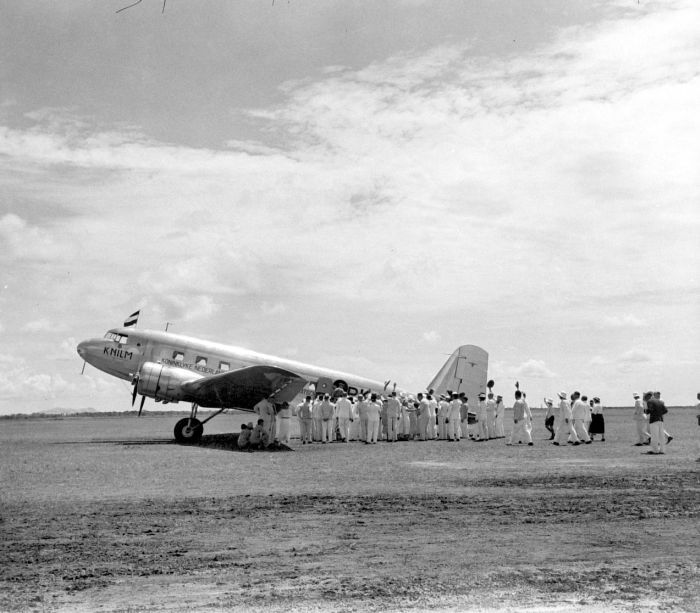
Eine Douglas DC-3 der Fluggesellschaft KNILM am Flugplatz Ulin (1936)

Der Flughafen Syamsuddin Noor wurde 1936 während der niederländischen Kolonialzeit unter dem Namen Lapangan Terbang (deutsch Flugplatz) Ulin errichtet.
Im Jahre 1944 baute die japanische Besatzungsregierung den Flugplatz auf die Länge von 2220 Meter und Breite 45 Meter aus.
Nach der Zerstörung des Flugfelds durch Bombardement im Zweiten Weltkrieg ließ die niederländische Kolonialverwaltung (NICA) die Landebahn mit Steinen verstärken.
Nach der Übernahme durch das indonesische Amt der zivilen Luftfahrt wurde das Flugfeld zu einem zivilen Flughafen weiter ausgebaut, so dass eine Fokker F28 darauf landen konnte.
Am 9. April 1970 wurde der Flughafen nach dem lokalen Luftfahrt-Pioneer, Leutnant Syamsudin Noor, umbenannt.
Im Jahr 1977 baute das Verkehrsministerium die heutige Landebahn 80 Meter nördlich der alten, welche die Landung einer DC-9 ermöglichte.

## Zwischenfälle
Von 1976 bis März 2021 kam es am Flughafen Banjarmasin und in seiner näheren Umgebung zu 6 Totalschäden von Flugzeugen. Bei zwei davon kamen 47 Menschen ums Leben. Beispiel:
- Am 4. Januar 1989 ließ sich an einer Hawker Siddeley HS 748-234 2A der Bouraq Indonesia Airlines (Luftfahrzeugkennzeichen PK-IHA) vor der Landung auf dem Flughafen Banjarmasin-Syamsudin Noor das Fahrwerk nicht ausfahren. Es kam zu einer Bauchlandung, bei der das Flugzeug irreparabel beschädigt wurde. Alle 52 Insassen, fünf Besatzungsmitglieder und 47 Passagiere, überlebten den Unfall.[3]

- Am 28. August 1992 entstand bei einer Vickers Viscount 843 der indonesischen Bouraq Indonesia Airlines (PK-IVX) kurz nach dem Start vom Flughafen Banjarmasin-Syamsudin Noor ein Triebwerksbrand im Motor Nr. 2 (links innen). Das Feuer konnte nicht gelöscht werden, die Notlandung bei der Rückkehr war erfolgreich. Das Flugzeug brannte aus. Alle 70 Insassen, sechs Besatzungsmitglieder und 64 Passagiere, überlebten.[4]